# Cercidiphyllum magnificum
Espèce
Classification phylogénétique
Cercidiphyllum magnificum est une espèce d'arbre de la famille des Cercidiphyllaceae.